# سیم‌تاور
سیم‌تاور (به انگلیسی: SimTower) یک بازی رایانه‌ای منتشر شده توسط شرکت ماکسیس سافتویر است. این بازی در تاریخ ۳۱ دسامبر ۱۹۹۴ عرضه شده و سازنده آن یوت سایتو است.